# Prisión de Taiping
La Prisión de Taiping (en malayo: Penjara Taiping) originalmente llamada "La Prisión Perak", fue establecida en 1879 y es el primer y más antiguo complejo de prisión moderna en Malasia. También fue el complejo carcelario más grande de la época. En 1881 los guardias seikh fueron traídos para ayudar a los guardias malayos y los formadores de capacitación profesional fueron traídos de Hong Kong para introducir la industria útil en la prisión. En 1882 hubo un ejercicio para organizar los presos en categorías. En 1889 se estableció una guardia europea. Con el establecimiento de los Estados Federados Malayos, la Prisión de Taiping se convirtió en el centro de detención para los presos con largas condenas de Perak, Pahang, Negeri Sembilan y Selangor. En 1923 se introdujo el sistema de "jueces visitantes". 